# Scraptia chinensis
Scraptia chinensis es una especie de coleóptero de la familia Scraptiidae.

## Distribución geográfica
Habita en Tianjin (China).